# Мугдуси, Хачик Хлгатович
Ха́чик (Хачату́р) Хлга́тович Мугду́си-Аствацатуров (арм. Խաչիկ Մուղդուսի (Աստվածատուրով); сентябрь 1898 — 8 февраля 1938) — начальник Управления НКВД и народный комиссар внутренних дел Армянской ССР, старший майор государственной безопасности (1936). Входил в состав особой тройки НКВД СССР. Расстрелян в «особом порядке». Не реабилитирован.

## Биография
Родился в Нахичевани-на-Араксе (Эриванская губерния) в армянской семье кустаря-одиночки. Окончил армянскую приходскую школу в Нахичевани-на-Араксе в 1910 году, городское училище там же в 1914 году, бухгалтерские курсы в Ростове в 1915 году. Счетовод в гостинице «Астория» в Ростове с февраля 1915 года по июнь 1916 года. Машинописец в нотариальной конторе Ростова до февраля 1917 года. Безработный в Ростове с октября 1917 года по март 1918 года. Рядовой 4-й запасной артиллерийской бригады Русской армии в Саратове с мая по октябрь 1917 года. Болел в Пятигорске по сентябрь 1918 года. Рядовой Георгиевского полка в Терской губернии с сентября по октябрь 1918 года.
В органах ВЧК с октября 1918 года : помощник делопроизводителя ЧК прифронтовой полосы 4-й армии с 10 октября 1918 года по 10 января 1919 года. Безработный в Ростове и Георгиевске с января 1919 года по март 1920 года, затем помощник заведующего кожевенным заводом в Георгиевске. Опять безработный в Эривани с сентября по декабрь 1920 года. Состоял в РКП(б) с декабря 1920 года.
Вновь в органах ВЧК—ОГПУ—НКВД с 1921 года : секретарь Эчмиадзинского уезда ЧК в селе Вагаршапат с 15 января до февраля 1921 года, арестован дашнаками, сидел в тюрьме с февраля до апреля 1921 года. Затем до 1923 года уполномоченный политбюро ЧК Эчмиадзинского уезда, начальник политбюро ЧК Эчмиадзинского уезда, уполномоченный Секретного отдела ЧК Армянской ССР. Затем становится слушателем Высших краткосрочных курсов ОГПУ СССР. В 1923—1924 годах сотрудник аппарата ЧК—ГПУ Армянской ССР. В 1924—1929 годах уполномоченный, затем начальник отделения Контрразведывательного отдела ГПУ Армянской ССР. В 1929—1930 годах старший уполномоченный, затем помощник начальника Контрразведывательного отдела — Иностранного отдела Полномочного представительства ОГПУ по ЗСФСР. В 1930—1931 годах начальник Секретного отдела Полномочного представительства ОГПУ по ЗСФСР. В 1931—1932 годах начальник Секретно-оперативного Управления ГПУ Армянской ССР. В 1931—1934 годах заместитель председателя ГПУ Армянской ССР. В 1934—1936 годах начальник УНКВД, с 1937 годах нарком внутренних дел Армянской ССР. Этот период отмечен вхождением в состав особой тройки, созданной по приказу НКВД СССР от 30.07.1937 № 00447 и активным участием в сталинских репрессиях в республике.
Арестован в сентябре 1937 года. Уволен из органов НКВД 22 октября 1937 года. Внесен в Сталинский расстрельный список «в особом порядке» от Армянской ССР за 22 ноября 1937 года («Бывш. работники НКВД»);(«за» 1-ю категорию Сталин, Молотов ,Жданов). Этапирован в Москву из Еревана. Приговорён к ВМН в «особом порядке» и расстрелян 8 февраля 1938 года. Место захоронения — спецобъект НКВД «Коммунарка». В октябре 1958 года постановлением Главной военной прокуратуры СССР приговор в части обвинения по ст.ст. 58-1, 58-11 УК РСФСР отменен по вновь открывшимся обстоятельствам, дело в этой части прекращено. В части осуждения по ст.57-7 («вредительство») УК РСФСР приговор оставлен без изменений.

### Звания
- майор государственной безопасности, 05.12.1935;
- старший майор государственной безопасности, 20.12.1936.

### Награды
- знак «Почётный работник ВЧК—ГПУ (V)» (№ 432, 1927);
- орден Трудового Красного Знамени Армянской ССР (29.11.1931);
- орден Трудового Красного Знамени ЗСФСР (19.12.1932);
- знак «Почётный работник ВЧК—ГПУ (XV)» (21.12.1935);
- орден Ленина (22.07.1937) (лишен посмертно Указом Президиума ВС СССР от 15.10.1940).[6]